# Волкова, Алла Викторовна (футболистка)
Алла Викторовна Волкова (род. 12 апреля 1968) — российская футболистка, вратарь. Выступала за сборную России. Участница чемпионатов мира 1999 и 2003. Мастер спорта России (1996).

## Клубная карьера
В 1993 году выступала за «Надежду» (Могилёв) и стала Чемпионом Беларуси. В сезонах 1994—1995 годов выступала за «Виктория-86» (Брест) и выиграла с командой Кубок Беларуси. На Кубке чемпионов содружества была замечена селекционерами воронежского клуба. В 1996 году выступала за воронежскую «Энергию», вместе с которой стала серебряным призёром чемпионата России и обладателем Кубка России. По итогам сезона 1996 года включалась список 33 лучших футболисток.
С 1997 по 1998 год являлась игроком немецкого клуба «Клинге Зекках».
В 1999 году перешла в команду «Диана» (Москва) была заявлена третьим вратарем в сборную России для участия в финальной части Чемпионата мира. В 2002 году перешла в тольяттинскую «Ладу». Дважды завоёвывала серебро чемпионата и выигрывала Кубок России. Включалась в список 33 лучших футболисток 2002 и 2003 года.
В 2005 году стала игроком ногинской «Надежды», с которой завоевала бронзовые награды чемпионата. Следующий сезон вновь провела в составе «Лады». Перед началом сезона 2007 года перешла в СКА-Ростов-на-Дону, который дебютировал в высшем дивизионе. В составе команды участвовала в турнире «Кубанская весна», по итогам которого была признана лучшим вратарём.
2008 год провела в составе воронежской «Энергии». Вместе с командой участвовала в турнире «Кубанская весна». В 2010 году выступала в первом дивизионе за воронежский клуб ШВСМ.

## Карьера в сборной
Выступала за сборную России. В 1999 году Юрий Быстрицкий включил Волкову в заявку сборной на чемпионат мира 1999 в США, где россиянки дошли до 1/4 финала. Волкова являлась запасным вратарём и не сыграла на турнире. В 2003 году Быстрицкий также пригласил её на чемпионат мира 2003 года в Германии. Россия вновь смогла пройти в четвертьфинал, где уступила будущему победителю турнира — сборной Германии. Алла Волкова являлась основным вратарём сборной России на турнире и провела все четыре игры мундиаля и пропустила 9 мячей. В последний раз приглашалась в стан сборной в 2008 году.

## Достижения
- Чемпион Беларуси (2): 1993, 1995[3]
- Обладатель Кубка Беларуси: 1993
- Серебряный призёр чемпионата России (3): 1996, 2002, 2003
- Бронзовый призёр чемпионата России (1): 2005
- Обладатель Кубка России (2): 1996, 2003